# 藤原基衡
藤原基衡（1105年？—1157年4月29日），日本平安時代武士。奧州藤原氏第二代當主，藤原清衡之子。

## 爭奪家督
大治3年（1128年），父親死去。他與異母兄藤原惟常爆發家督爭奪戰，經歷了一年的戰爭，惟常敗逃，而後被斬首。惟常居住的房子被稱為「小館」，乃是一間獨立的屋敷，據此推斷，可能作為長子的惟常才是正當的繼承人，而基衡則是篡位者。為了維持自己的統治，基衡讓兒子秀衡娶院近臣藤原基成的女兒為妻，取得奧羽地區攝關家的莊園，派遣莊官進行管理。

## 與廷臣的對立
康治元年（1142年），藤原師綱赴任陸奧守，遵朝廷旨意對信夫郡實施公田檢調，身為信夫佐藤氏一族且「執掌一國而使國司威望全無（古事談）」的基衡，令家臣地頭大莊司佐藤季治前來妨礙，終至發生戰事，盛怒的師綱整軍備戰且上奏朝廷彈劾之，季治被判刑，基衡獻上一萬兩沙金以圖免刑，但被拒絕。

## 大興土木
久安6年（1150年）至久壽3年（1156年），基衡於毛越寺大規模興建伽藍，支度費用之多、雕梁畫棟之奢，世人皆驚駭不已（吾妻鏡：「靈場之莊嚴，當朝無雙」），其妻亦建造了觀自在王院跡。

## 逝世
保元2年（1157年）3月19日病逝，嫡子秀衡順利繼承家督。

## 脚注
1. ↑  生年については諸説あり、大治3年（1128年）時点で26歳から27歳との推測もある。この場合、康和4年（1102年)から翌康和5年（1103年）に生まれたとされる。他に康和6年、長治元年（1104年）から長治2年（1105年）生まれとも推測されている。
2. ↑  『史料総覧』3編903冊362頁。「藤原清衡系図」（続平泉雑記所載）。なお、翌3年（1158年）に没したという説もある。